# Lubna Al Qasimi
Lubna Al Qasimi (* 4. února 1962, Dubaj) je politička Spojených arabských emirátů a členka vládnoucí rodiny v emirátu Šardžá, neteř šejka Sultana bin Muhammada Al Qasimiho.
Stala se první ženou, která v SAE zastávala ministerskou funkci. V letech 2000 až 2017 byla postupně ministryní hospodářství a plánování, ministryní pro mezinárodní spolupráci a ministryní tolerance. V březnu 2014 se stala prezidentkou (rektorkou) Zayed University.
V roce 2017 ji časopis Forbes uvedl na 36. příčce v seznamu nejmocnějších žen světa.